# Jota Aurigae
Jota Aurigae (Hassaleh, ι Aur) – gwiazda w gwiazdozbiorze Woźnicy, będąca olbrzymem typu widmowego G. Znajduje się około 493 lata świetlne od Słońca.

## Nazwa
Gwiazda ta ma nazwę własną Hassaleh, która pojawia się w atlasie Bečvářa. Inna, starsza nazwa Al Kab wywodzi się od arab. ‏الكعب ذي العنان‎ al-kaʿb ðīl-ʿinān, co oznacza „piętę woźnicy”. Nazwa ta była także dawniej używana na określenie gwiazdy Beta Tauri (Elnath). Międzynarodowa Unia Astronomiczna w 2017 roku formalnie zatwierdziła użycie nazwy Hassaleh dla określenia tej gwiazdy.

## Charakterystyka
Jota Aurigae jest jasnym olbrzymem, jaśniejszym niż większość olbrzymów typu widmowego K3. Jest także czwartą co do jasności gwiazdą w konstelacji. Gwiazda prawdopodobnie prowadzi obecnie w jądrze reakcje syntezy helu w węgiel. Masa gwiazdy plasuje ją blisko granicy pomiędzy gwiazdami, które kończą życie w eksplozji supernowej, a tymi, które mniej gwałtownie odrzucają powłoki, odsłaniając jądro. Jeśli Jota Aurigae w przyszłości nie eksploduje, to zakończy życie jako biały karzeł o dużej masie. Gwiazda emituje promieniowanie rentgenowskie, które w pochodzi od plazmy w koronie gwiazdy, jak w przypadku mniejszych gwiazd takich jak Słońce, ale także emituje silny wiatr gwiazdowy, co jest typowe dla bardziej zaawansowanych ewolucyjnie olbrzymów.